# Hufeisennatter
Die Hufeisennatter (Hemorrhois hippocrepis, Syn.: Coluber hippocrepis) ist eine Schlangenart aus der Familie der Nattern. Sie wurde früher aufgrund ihrer Aggressivität zu den Zornnattern gezählt. Die Hufeisennatter ist nicht giftig.

## Beschreibung
Die bis 1,75 Meter lange Natter besitzt als besonderes Kennzeichnen eine Reihe kleiner Schildchen, die das Auge von den Oberlippenschilden trennen. Ihre Oberseite ist schwarz und schimmert bläulich. Zahlreiche regelmäßig angeordnete gelbe oder kastanienbraune Fleckchen bilden ein Kettenmuster rauten- oder eiförmiger schwarzer Makeln, die nach hinten zu einer Längsbinde zusammenfließen.
Auf dem Kopf befinden sich zwei schwarze Querbinden, eine zwischen den Augen und eine hufeisenförmige dahinter, von der diese Art ihren Namen hat. Die Bauchseite ist gelblich oder orangefarben mit je einer Reihe schwarzer Flecken an der Seite und manchmal einer weiteren in der Mitte.

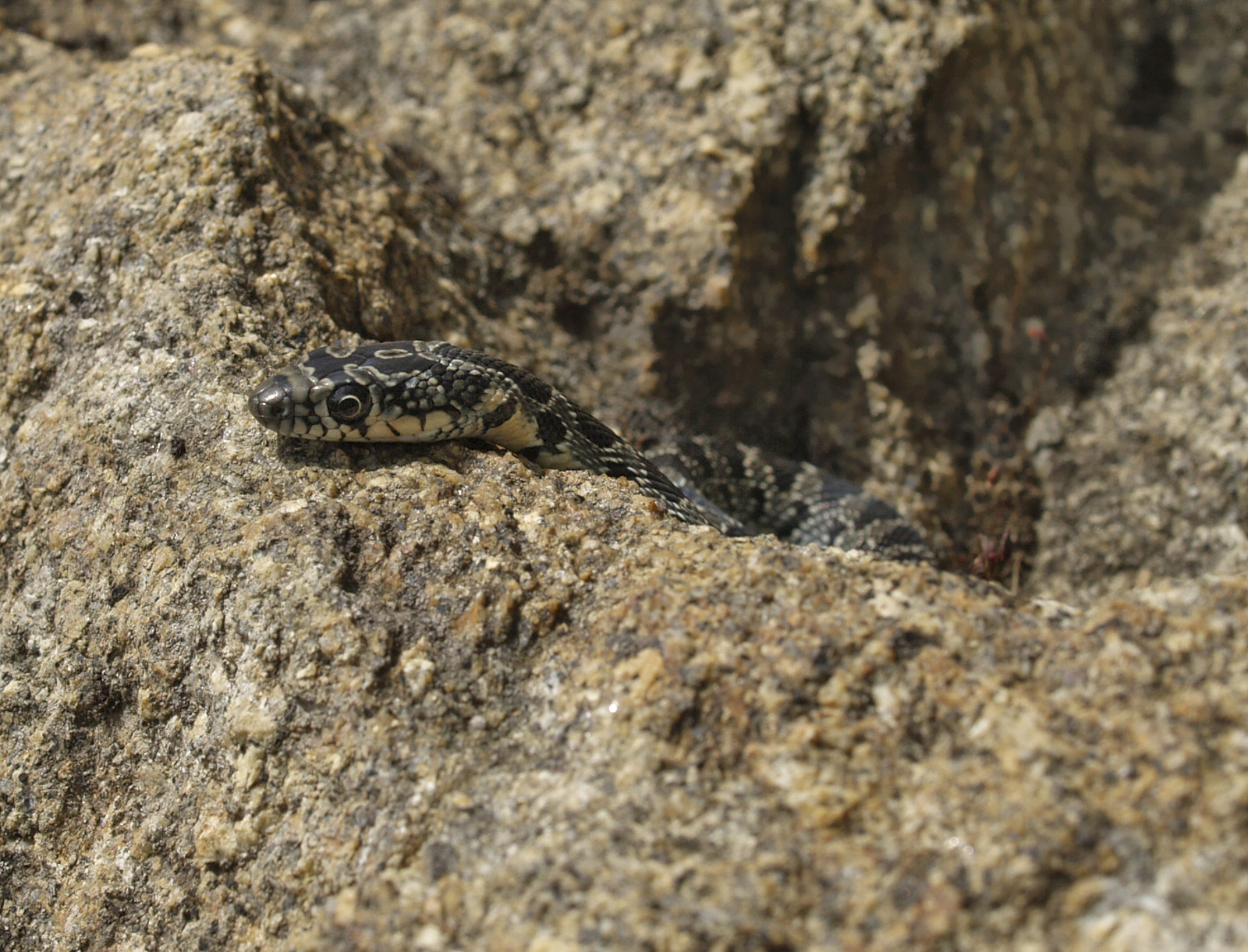
Hufeisennatter

## Vorkommen

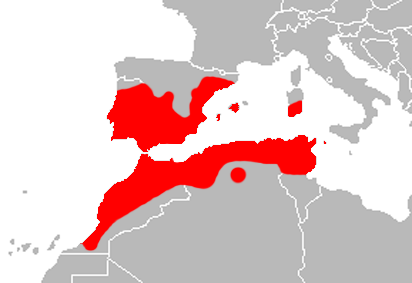
Verbreitungsgebiet

Die Hufeisennatter bewohnt die Iberische Halbinsel mit Ausnahme der nördlichen Gebiete, ferner die Inseln Sardinien und Pantelleria sowie Marokko, Algerien und Tunesien. Eingeschleppt wurde sie auf Mallorca und Ibiza. Zu ihrem Vorkommen auf Lampedusa gibt es unterschiedliche Angaben.
Sie lebt hauptsächlich in trockenem, felsigem und spärlich bewachsenem Hügelland. Oft klettert sie auf Gesträuch und Bäume. Jungtiere leben vorwiegend von Eidechsen, Adulte auch von Mäusen und Vögeln. Die Hufeisennatter gilt als leicht reizbar und bissig.

## Unterarten
- H. h. hippocrepis (Linnaeus, 1758)
- H. h. nigrescens (Cattaneo, 1985) – Pantelleria